# Francisco Rojas González
Francisco Rojas González (Guadalajara, Jalisco, 11 de agosto de 1904-Guadalajara, 11 de diciembre de 1951) fue un escritor, etnólogo y guionista de cine mexicano. En particular se destacó como autor de ensayos, cuentos y novelas. Recibió el Premio Nacional de Literatura en 1944.

## Biografía
Nació en el barrio de las Nueve Esquinas de Guadalajara, pero gran parte de su infancia transcurre en La Barca, adonde se mudó su familia. Allí hizo sus estudios primarios. Más tarde estudió comercio y administración en la Ciudad de México y etnografía en el Museo Nacional. Fue canciller en Guatemala y cónsul en Salt Lake City, Denver y San Francisco. En 1935 se retiró del Servicio exterior e ingresó al Instituto de Investigaciones Sociales de la Universidad Nacional Autónoma de México (UNAM). Rojas González colaboró en numerosas obras etnográficas como Cuatro cartas de geografía de las lenguas de México, Estudios etnológicos del Valle del Mezquital, Estudio etnológico de Ocoyoacac, Los zapotecas, Los Tarascos, Casta etnográfica de México y Atlas etnográfico de México. Fue redactor de la revista Crisol y colaborador de los principales diarios y revistas del país.
Su cuento Historia de un frac (1930) fue adaptado al cine en Hollywood en 1942 en un filme del director francés Julien Duvivier y como no se le dio crédito, Rojas González acusó de plagio a los productores. La productora Fox tuvo que reconocer que en la película Tales of Manhattan (o Seis destinos) el escritor mexicano había sido plagiado, pero Rojas González no recibió indemnización ya que Fox culpó, a su vez, al coproductor, que resultó insolvente.
Además de Historia de un frac, sus novelas Lola Casanova y La negra Angustias fueron adaptadas y llevadas a la pantalla grande por la directora mexicana Matilde Landeta. La novela La negra Angustias le valió el Premio Nacional de Literatura en 1944.
El también escritor Juan de Dios Bojórquez, conocido como Djed Bórquez, publicó en la Revista de la Universidad de México una semblanza en homenaje a Francisco Rojas González en 1953. El autor lo describe como un hombre observador y profundamente enamorado de la cultura mexicana, un amor que se ve reflejado en obras como El Diosero, con sus múltiples cuentos que describen con orgullo las tradiciones y los colores de distintos pueblos y regiones del país, La negra Angustias, que hace un fiel retrato de los tiempos de la Revolución y la vida de las soldaderas, y en sus muchos ensayos que abordan la historia de los pueblos y etnias de México.
En una iglesia de la Ciudad de México, contrajo matrimonio con María Lilia Lozano Tejeda (1915-1996), con quien formó una familia.

## Obras
- Historia de un frac (cuento, 1930)[2]
- Sobre la literatura de la Revolución (ensayo aparecido en la revista Crisol en 1934)
- El cuento mexicano su evolución y sus valores (ensayo aparecido en la revista Tiras de Colores en 1944)
- La negra Angustias (1944)
- Cuentos de ayer y de hoy (1946)
- Lola Casanova (1947)
- Por la ruta del cuento mexicano (publicado en la revista México en el Arte en 1950)
- El diosero (libro de cuentos indígenas editado póstumamente, 1952)
- Cuentos completos, Fondo de Cultura Económica (1971)
- Cuentos no coleccionados,  Secretaría de Cultura de Jalisco, Guadalajara (1992)[3]